# Gary Conelly
Gary Robert Conelly (* 18. Oktober 1952 in Denver, Colorado) ist ein ehemaliger Schwimmer aus den Vereinigten Staaten.

## Karriere
Gary Conelly schwamm für das Sportteam der Indiana University Bloomington.
Bei den Olympischen Spielen 1972 in München stellte die 4-mal-100-Meter-Freistilstaffel in der Besetzung Dave Fairbank, Gary Conelly, Jerry Heidenreich und Dave Edgar im Vorlauf in 3:28,84 Minuten einen neuen Weltrekord auf. Sechs Stunden später verbesserten Dave Edgar, John Murphy, Jerry Heidenreich und Mark Spitz im Endlauf den Weltrekord auf 3:26,42 Minuten. Schwimmer, die nur im Staffelvorlauf eingesetzt wurden, erhielten bis 1980 keine Medaille. Drei Tage später qualifizierte sich die 4-mal-200-Meter-Freistilstaffel mit Gary Conelly, Tom McBreen, Mike Burton und John Kinsella in 7:46,2 Minuten als Vorlaufschnellste für das Finale. Im Endlauf schwammen John Kinsella, Frederick Tyler, Steven Genter und Mark Spitz in 7:35,78 Minuten neuen Weltrekord.
Gary Conelly wurde später Schwimmtrainer im College-Bereich. Nach sieben Jahren in Florida trainierte er über 20 Jahre das Schwimmteam der University of Kentucky.